# 克利爾萊克鎮區 (北達科他州伯利縣)
克利爾萊克鎮區（英語：Clear Lake Township）是位於美國北達科他州伯利縣的一個鎮區。

## 地方資料
克利爾萊克鎮區的面積為93.50平方千米，當中陸地面積為93.00平方千米，而水域面積為0.50平方千米。根據2010年美國人口普查的數據，當地共有人口36人，而人口密度為每平方千米0.39人。